# Hrvati u Njemačkoj
Hrvati u Njemačkoj (njem. Kroaten in Deutschland), hrvatska su iseljenička zajednica koju čine sve osobe potpuna ili djelomična hrvatska podrijetla te hrvatski državljani u Saveznoj Republici Njemačkoj. Prema brojnosti, 2018. bili su šesta po veličini skupina stranaca u Saveznoj Republici Njemačkoj. Prosječna duljina boravka iznosi 27 godina po kojoj Hrvati zauzimaju četvrto mjesto (nakon Austrijanaca 28,6 god., Talijana 27,6 god. i Turaka 27,4 god.) useljeničkih skupina u toj zemlji.
Hrvatska dijaspora i danas je značajna je u monetarnom, gospodarstvenom, političkom, kulturnom i lobističkom pogledu za Hrvatsku.

## Selidbena kretanja
Strukturne podatke o doseljavanjima u Zapadnu Europu Hrvata i pripadnika susjednih naroda u zadnjih četrdesetak godina mogu se izvući iz nekoliko popisa i drugih statističkih izvora.
| selidbena kretanja |                                                        |                                                                                         |                                               |                                                                   |
| Izvor:             | ukupno osoba iz SFRJ u Zapadnoj Europi                 | iz Hrvatske u Njemačkoj                                                                 | iz BiH u Njemačkoj                            | iz SFRJ u Njemačkoj                                               |
| Popis 1971.        | 596 869                                                | 6,1% stanovništva ili 308 295 tj. 38,3% svih iz Jugoslavije (udio u stanovništvu 22,2%) | 4,8% stanovništva                             | 411 503                                                           |
| 1973.              | 1 110 000 (860 000 radnika + 250 000 članova obitelji) | 295 000 radnika ili 34,4% + članova obitelji                                            | 141 000 radnika + članova obitelji            | 55% svih ili 605 000 (473 000 radnika i 137 500 članova obitelji) |
| Početkom 1981.     | 1 100 000 (700 000 + 400 000 članova obitelji)         | "najmanje oko 1/3", ("Vjesnik", 10.4.1982.)                                             | ?                                             | ?                                                                 |
| Popis 1981.        | 815 000 (578 000 + 237 000 članova obitelji)           | 189 000 (135 000 + 54 000 članova obitelji), tj. 23,19% svih                            | ?                                             | ?                                                                 |
| 1986.              | ?                                                      | ?                                                                                       | ?                                             | 591 000                                                           |
| 1991.              | ?                                                      | Popis: 285 216 svih migranata, 149 155 u Njemačkoj                                      | 113 306, od toga 48 254 Hrvata                | 775 082                                                           |
| 1992.              | ?                                                      | ?                                                                                       | ?                                             | 915 636                                                           |
| 2005.              | ?                                                      | 228 926                                                                                 | 156 872                                       | 1 729 091                                                         |
| 2006.              | ?                                                      | 227 510 (muški: 111 826, ženski: 115 684)                                               | 157 094                                       | 1 452 701                                                         |
| 2007.              | ?                                                      | 225 309                                                                                 | 158 158                                       | ?                                                                 |
| 2008.              | ?                                                      | 223 056                                                                                 | 156 804                                       | ?                                                                 |
| 2009.              | ?                                                      | 221 222 (367 tisuća s migracijskom pozadinom)                                           | 154 565 (240 tisuća s migracijskom pozadinom) | 1,339 milijuna (s migracijskom pozadinom)                         |
| 2014.              | ?                                                      | 263 347                                                                                 | 163 519                                       | 1 025 518                                                         |
| 2015.              | ?                                                      | 297 895                                                                                 | 167 975                                       | 1 113 761                                                         |
| 2016.              | ?                                                      | 332 605                                                                                 | 172 560                                       | 1 135 960                                                         |
| 2017.              | ?                                                      | 367 900                                                                                 | 180 950                                       | 1 189 885                                                         |
| 2018.              | ?                                                      | 395 665                                                                                 | 190 495                                       | 1 247 375                                                         |

Izvor: Crkva i hrvatsko iseljeništvo, Kršćanska sadašnjost: Zagreb, 1982. / Vjesnik, 14 svibnja 2001., Statistički ured, Wiesbaden
Iz popisa stanovništva 1971. godine najveći broj doseljenika dolazi iz mjesta:
u Hrvatskoj:
- Imotski 18,6%
- Ozalj 17,7%

...
- Zagreb 25 831 osoba

u Bosni u Hercegovini, također mjesta gdje Hrvati prevladavaju:
- Tomislavgrad 17,2%
- Livno 15,4%
- Posušje 14,1%
- Čitluk 13,9%
- Ljubuški 13,8%
- Grude 12,9%

## Broj Hrvata u Njemačkoj
Prema podacima Njemačkog statističkog ureda iz Wiesbadena u 2018. godini. na području Savezne Republike Njemačke živjelo je ukupno 395 665 hrvatskih državljana. 
Teškoće pri utvrđivanju točnog broja stvara i zakon o njemačkom državljanstvu tj. tzv. Opcijski model (§ 4 Abs. 3 StAG), prema kojem sva novorođena djeca stranaca koji borave duže od 8 godina u Njemačkoj (dovoljno jedan član), automatski dobivaju i njemačko državljanstvo. Međutim, između 18. i 23. godine oni se onda moraju definitivno odlučiti koje će zadržati. 
Koliko Hrvata je podrijetlom iz Hrvatske, a koliko iz Bosne i Hercegovine teško je odgovoriti, jer odgovarajuće institucije ne prate ove podatke. Neke procjene govore da bih udio ovih zadnjih mogao biti između 25-35%, pa čak i više. Ovdje se javlja i dodatni problem pri utvrđivanju ovog broja, tj. zamjena državljanstava, vraćanje istih, dvojna i sl. 
Stariji podaci statističkog ureda (hrvatski državljani):
- 1993.: 153 146
- 1994.: 176 251
- 2001.: 223 819
- 2002.: 230 987
- 2003.: 236 570
- 2004.: 229 172
- 2005.: 228 926
- 2006.: 227 510

### Broj Hrvata u saveznim pokrajinama
Podatci za 2018. godinu.
| Broj Hrvata u saveznim pokrajinama |                                                      |         |
| Br.                                | Savezna pokrajina                                    | Osoba   |
| 1.                                 | Baden-Württemberg                                    | 117 660 |
| 2.                                 | Bavarska (Bayern)                                    | 111 235 |
| 3.                                 | Berlin (grad-država)                                 | 15 230  |
| 4.                                 | Brandenburg                                          | 850     |
| 5.                                 | Bremen (grad-država)                                 | 1 700   |
| 6.                                 | Donja Saska (Niedersachsen)                          | 11 405  |
| 7.                                 | Hamburg (grad-država)                                | 6 505   |
| 8.                                 | Hessen                                               | 53 980  |
| 9.                                 | Mecklenburg-Zapadno Pomorje (Mecklenburg-Vorpommern) | 680     |
| 10.                                | Porajnje-Falačka (Rheinland-Pfalz)                   | 13 850  |
| 11.                                | Saarland                                             | 1 380   |
| 12.                                | Saska (Sachsen)                                      | 1 520   |
| 13.                                | Saska-Anhalt                                         | 1 275   |
| 14.                                | Schleswig-Holstein                                   | 3 410   |
| 15.                                | Sjeverna Rajna-Vestfalija (Nordrhein-Westfalen)      | 54 080  |
| 16.                                | Tirinška (Thüringen)                                 | 905     |

### Broj Hrvata u većim gradovima (izbor)
Podatci za 2005., 2014. i 2018. godinu.
| Broj Hrvata u većim gradovima |        |        |        |
| Grad:                         | 2005.  | 2014.  | 2018.  |
| München                       | 24 866 | 25 264 | 37 413 |
| Stuttgart                     | 13 386 | 13 039 | 15 310 |
| Frankfurt (3)                 | 12 013 | 14 025 | 16 565 |
| Berlin                        | 11 517 | 9 692  | 15 230 |
| Hamburg                       | 4 585  | 5 668  | 6 505  |
| Düsseldorf (1)                | 3 550  | 3 439  | 3 870  |
| Hannover (4)                  | 3 102  | 2 447  | 3 405  |
| Köln                          | 2 854  | 3 358  | 3 715  |
| Mannheim (1)                  | 2 852  | 3 166  | 4 345  |
| Karlsruhe                     | 2 423  | 2 638  | 3 350  |
| Offenbach                     | 1 999  | 2 503  | 3 985  |
| Essen (2)                     | 1 944  | 1 533  | 2 260  |
| Pforzheim (1)                 | 1 481  | 1 389  | 2 075  |
| Wiesbaden                     | 1 263  | 1 582  | 2 190  |
| Wuppertal (4)                 | 1 115  | 1 138  | 1 475  |
| Ulm                           | 1 060  | 1 203  | 1 845  |
| Darmstadt (1)                 | 751    | 752    | 900    |
| Heidelberg                    | 326    | 358    | 495    |

(1) 31. prosinca 2004., 
(2) 30. lipnja 2006. 
(3) 31. prosinca 2006.
(4) 31. prosinca 2007.

## Boravak u Njemačkoj

### Prije Drugoga svjetskoga rata
Uoči Prvoga svjetskog rata u Njemačkoj je bilo oko 60 000 radnika, većinom Hrvata i Slovenaca u industrijskom području Sjeverne Rajne-Vestfalije. Početkom 1938. u Ruhru živi 40 000 državljana Kraljevine Jugoslavije, većinom rudara.[nedostaje izvor] 1928. je između Kraljevine SHS i Njemačke zaključen međudržavni ugovor u svezi s reguliranjem ravnopravna položaja poljoprivrednih sezonskih radnika koji rade u Njemačkoj.

### Prije sloma Jugoslavije
Najveći dio Hrvata prve generacije, gastarbeiteri tj. radnici na privremenu boravku u Njemačkoj došao je u razdoblju između šezdesetih (posebno od 1968. kad je Njemačka potpisala ugovor s Jugoslavijom o primanju radne snage) i sedamdesetih godina, dok je druga generacija ili rođena tamo ili se naknadno doselila.

### 1991. – 1995.
Oko 15 % Hrvata došlo je u Njemačku u razdoblju između 1991. i 1995.
Prema studijiUNHCR-a i IOM-a (Međunarodna organizacija za migraciju) iz 1996. udjel hrvatskih prognanika i izbjeglica iz  Bosne i Hercegovine u  Njemačkoj, iznosio je 14,84 %, tj. oko 52 000 od ukupno cca. 350 000 (77,30 % Bošnjaci). Jedan dio ih je se trajno nastanio (brak i sl.), najveći dio nakon nemogućnosti daljnjeg boravka vratio u domovinu ili odselio u treće zemlje. Samo u razdoblju 1996. – 1999. se oko 6000 bosanskohercegovačkih Hrvata iz Njemačke odselilo u Sjedinjene Američke Države te oko 5600 u Kanadu i Australiju.

### Boravišni zakon
Od 1. siječnja 2005. godine na snazi je novi Boravišni zakon (Aufenthaltsgesetz) koji stavlja naglasak na integraciju stranaca.
Kao glavni uvjet za dobivanje trajnog statusa boravka zahtjeva se dobro poznavanje njemačkog jezika, prihvaćanje njemačke kulture, društvenog i pravnog poretka.
Zakon sve dosadašnje dozvole boravaka ograničava na dvije:
- Ograničenu dozvolu boravka (Aufenthaltserlaubnis) i
- Stalnu dozvolu nastanjenja (Niederlassungserlaubnis).

Stranac koji je u posjedu stalne dozvole nastanjenja ima mogućnost neograničena kretanja,
nastanjenja i neograničenu bilo koje poslovnu djelatnost.

### Status
Skoro 78 % Hrvata imalo je krajem 2004.
- trajno boravišno odobrenje (cca. 35 %) ili
- neograničenu dozvolu boravka (cca. 43 %),

tj. prema novom zakonu stalnu dozvolu nastanjenja (Niederlassungserlaubnis).
Broj hrvatskih državljana u tisućama prema broju provedenih godina u Njemačkoj:
| status        |      |      |     |      |      |       |       |       |       |       |
| Broj godina:  | < 1  | 1-4  | 4-6 | 6-8  | 8-10 | 10-15 | 15-20 | 20-25 | 25-30 | >30   |
| u tisućama:   | 2,0  | 7,6  | 5,5 | 6,5  | 6,6  | 41,3  | 18,3  | 14,8  | 22,8  | 103,7 |
| u postotcima: | 0,87 | 3,32 | 2,4 | 2,84 | 2,89 | 18    | 8     | 6,46  | 9,96  | 45,3  |

Stanje: 31. prosinca 2005. Izvor: Središnji registar stranaca (Ausländerzentralregister).
87,8 % hrvatskih državljana boravi u Njemačkoj duže od 10 godina, dok je prosječni boravak 24,7 godina.
Time Hrvati zajedno sa Slovencima (27,7), Španjolcima (26,1) i Talijanima (24,3) pripadaju među narode s najdužim prosječnim boravakom. Prosječni boravak svih stranaca 2005. godine iznosio je 16,8 godina.

### Uzimanje državljanstva
Od 1995. do kraja 2014. godine 37 558 hrvatskih državljana prihvatilo je njemačko državljanstvo. Broj Hrvata s dvojnim državaljanstvom iznosi oko 9 tisuća.
Pregled prema godinama:
- 1995.: 2 479
- 1996.: 2 268
- 1997.: 1 789
- 1998.: 2 198
- 1999.: 1 536
- 2000.: 3 316
- 2001.: 3 931
- 2002.: 2 974
- 2003.: 2 048
- 2004.: 1 689
- 2005.: 1 287
- 2006.: 1 729
- 2007.: 1 224
- 2008.: 1 032
- 2009.: 541
- 2010.: 689
- 2011.: 665
- 2012.: 544
- 2013.: 1 720
- 2014.: 3 898[25]

### Odnos SFRJ prema Hrvatima
Odnos SFRJ prema Hrvatima u Njemačkoj bio je prožet sumnjom i nepovjerenjem. Jugoslavija je imala značajnu korist od njih, rješavajući se s jedne nezaposlenih, a s druge na njima je ostvarivala dobit kroz njihove devizne doznake, štednju, ulaganja i dr. Svaki pokušaj bilo kakvog političkog angažiranja ili kritike komunističkog režima, bez obzira na stvarni cilj, bio je obično označen epitetom ustavštva.
Proces nadzora gastarbeitera i iseljenika potrajao je sve do raspada Jugoslavije.

## Društvo

### Hrvatske udruge
U SR Njemačkoj djeluju brojne hrvatske kulturne, umjetničke, zavičajne, studentske, znanstvene i športske udruge. 
Krovna udruga je Hrvatski svjetski kongres u Njemačkoj, čiji središnji ured ima sjedište u Berlinu.
Hrvatska kulturna zajednica Stuttgart (HKZ Stuttgart) utemeljena je u jesen 1983. te su s njom Hrvati organizirali samostalnu listu za izbore u Međunarodnom vijeću Grada Stuttgarta, pod geslom „Svoje voli, tuđe poštuj”. U Stuttgartu je 1984. bilo 18 000 Hrvata. Franjo Tuđman posjetio je Zajednicu 1. listopada 1988., kada je boravio u Sttugartu. HKZ održava koncerte (klapa i folklornih društava), kazališne predstave, filmske večeri, izložbe i gastronomske događaje kojima promiče hrvatsku kulturu i kuhinju, osobito na Ljetnom festivalu kulture.

### Katoličke misije
Katoličke misije pastoralno se brinu o hrvatskim vjernicima organizirajući različite skupove, folklorne festivale, sastanke i seminare, hodočašća, duhovne vježbe, susrete mladeži, biblijske olimpijade, susrete crkvenih zborova mladih i odraslih itd.
Broj katoličkih misija 1976. iznosio je 76, 2005. 81, a 2021. 97. Nalaze se na gotovo cijelom području Njemačke. U misijama djeluje više od 100 svećenika, 5 stalnih đakona i oko 80 pastoralnih suradnica i suradnika, redovnica i laika. Hrvatski dušobrižnički ured iz Frankfurta izdaje od 1978. godine list hrvatskih katoličkih zajednica u Njemačkoj Živa zajednica.
Joseph Ratzinger je kao münchensko-freisingški nadbiskup (1977. - 1982.) 30. studenoga 1980. blagoslovio i otvorio Hrvatski dom i kapelu Hrvatske katoličke misije. HKM u Münchenu jedna je od najbrojnijih u Njemačkoj - 2021. 215 Hrvata primilo je sakrament svete potvrde.

### Mješoviti brakovi
Broj sklopljenih brakova: 
Njemica - Hrvat
- 2003.: 617
- 2004.: 594

Nijemac - Hrvatica
- 2003.: 983
- 2004.: 944

Broj sklopljenih brakova hrvatskih državljana s drugim narodnostima nije dostupan.

### Kriminalitet
Broj Hrvata osumnjičenih za kažnjivo djelo 2005. godine iznosio je 8 550 (udio u broju osumnjičenih stranaca bio je 1,6%, dok im je udio u brojnosti stranaca te godine iznosio 3,14%).

## Kultura i umjetnost
Poznatiji kulturno-umjetnički djelatnici Hrvati ili osobe hrvatskog podrijetla:
- glumci Miroslav Nemec, podrijetlom Zagrepčanin, iz poznate televizijske serije "Tatort", Stipe Erceg, Carlo Ljubek,  Ivanka Brekalo i Mišel Matičević, dobitnik Njemačke televizijske nagrade 2008. kao najbolji glumac.
- umjetnici: operna pjevačica Evelin Novak Staatsoper Berlin, glumica i glazbena umjetnica Dunja Rajter, angažirana u brojnim humanitarnim projektima u Hrvatskoj, redatelj Damir Lukačević, skladatelj moderne glazbe prof. Milko Kelemen, dugogodišnji profesor na Visokoj glazbenoj akademiji u Stuttgartu, Julija Galić svjetski renomirana violinistica, Ante Tolić (alias Silvio d’ Anza), glazbeni umjetnik, Antonio Macan, mladi talentirani pijanist iz Frankfurta na Majni, sestre pijanistice Diana i Dolores Brekalo, hrvatski orguljaš Danijel Drilo iz Heidelberga,[34] samouki likovni umjetnik i pisac Mirko Bokšić, grafičar, slikar i pisac Dragutin Trumbetaš[35](najpoznatiji likovni kroničar gastarbajterskog života šezdesetih i sedamdesetih godina prošloga stoljeća), slikar i grafičar Ivo Cenkovčan, te nekada glazbenici Ivo Robić i Ivica Šerfezi, koji su posebno bili poznati u Istočnoj Njemačkoj. Monica Jasminka Ivančan, manekenka i glumica.
- spisatelji: Jagoda Marinić, čija je knjiga "Bila je to zapravo prošnja“ (Eigentlich ein Heiratsantrag) naišla na odličan odjek u publici, Marica Bodrožić, Zoran Drvenkar, Silvija Hinzmann, Nicol Ljubić, Marijan Nakić, Marijana Dokoza, autorica tri romana i dvije zbirke poezije.
- fotografija: Josip Madračević.

### Kulturne manifestacije
- Festival hrvatske glazbe u Berlinu, stvoren prema modelu Festivalu hrvatske glazbe u Beču[36]

### Memorijalne manifestacije
- Hrvatski studenti u Münchenu održavaju godišnji hod na Dan sjećanja na žrtve Domovinskoga rata.[37]

## Obrazovanje

### Dopunska nastava
Dopunsku nastavu na hrvatskom jeziku organiziraju:
- Ministarstvo znanosti, obrazovanja i športa (u saveznim pokrajinama: Baden-Württemberg, Berlin, Hamburg i Saarland), koje dobiva financijsku potporu od Pokrajinskih školskih vlasti u SR Njemačkoj prema iskazanom broju učenika hrvatske nastave. Nastavu izvodi 40 učitelja na 125 nastavnih mjesta za oko 2.641 učenika (2006. god.)
- njemačke školske vlasti, tj. nastava je intergrirana, u svim ostalim pokrajinama.

### Učenici
Prema podatcima Saveznog ureda za migracije i izbjeglice iz 2012. godine o obrazovanosti migranata, stanje kod Hrvata je:
- 8,1% nema nikakvu školsku spremu
- 36,7% ima završenu osnovnu školu
- 20,4% realnu ili srednju
- 14,9% gimnaziju
- 19,6% je još u izobrazbi/nije obavezan

### Studenti
Prema podatcima Saveznog ureda za migracije i izbjeglice broj hrvatskih studenata u zimskom semestru 2013./2014. iznosi 4 626.Hrvati čine 1,54% stranih studenata.
| Hrvatski studenti prema granama znanosti |                                   |                                |                                    |                   |          |                    |
| Studij:                                  | Humanističke i društvene znanosti | Pravo, ekonomija i sociologija | Prirodoslovno-matematičke znanosti | Tehničke znanosti | Medicina | Likovne umjetnosti |
| Broj studenata:                          | 888                               | 1 617                          | 735                                | 977               | 170      | 154                |

### Hrvatski jezik
Od stjecanja hrvatske neovisnosti, HKZ Stuttgart održava dopunsku nastavu hrvatskoga jezika za djecu hrvatskih iseljenika.
Na Sveučilištu u Regensburgu otvoren je u srpnju 2023. Croaticum – centar za hrvatski jezik i književnost, prvi takav u Njemačkoj.

## Gospodarstvo

### Poduzetništvo
Hrvati se najčešće bave ugostiteljstvom (oko 2 200 restorana)[nedostaje izvor], graditeljstvom, zanatskim uslugama, trgovinom, financijskim i inim posredovanjima. Od slobodnih zanimanja djeluju brojni liječnici, stomatolozi, inženjeri, prevoditelji i dr.

### Zaposlenost
Socijalno osigurani zaposlenici s hrvatskim državljanstvom u Njemačkoj.
| Socijalno osigurani zaposlenici |            |            |            |            |
| Stanje:                         | 30.6.2002. | 30.6.2003. | 30.6.2004. | 30.6.2014. |
|                                 | 66 099     | 66 485     | 67 072     | 92 829     |

Krajem lipnja 2014., 27 256 Hrvata bilo je zaposleno dodatno u tzv. „Minijobovima” (do 450 eura).

### Nezaposlenost
Ukupan broj prijavljenih nezaposlenih osoba - hrvatskih državljana - kod Savezne agencije za rad u kolovozu 2015. godine iznosio je 8 929. Od toga 4 465 je bilo muškaraca, a 4 464 žena. 2 500 su bili od 50-65 godina.
Hrvati se nalaze na 15. mjestu nezaposlenih stranaca. Njihov udio iznosi 1,6%.

### Mirovine
Broj mirovina koje su dobivali hrvatski državljani i državljani BiH, 31. prosinca 2005.
66,7% mirovina hrvatskih državljanina doznačeno je u Hrvatsku, 69,5% državljana BiH u njihovu zemlju.
| mirovine             |                     |                   |                     |                                        |                                      |                                         |                                       |        |
| vrsta mirovine:      | Invalidska mirovina | starosna mirovina | obiteljska mirovina | doznaka u HR /BiH neugovornih mirovina | doznaka u HR /BiH ugovornih mirovina | doznaka u Njemačku neugovornih mirovina | doznaka u Njemačku ugovornih mirovina | ukupno |
| Hrvatski državljani: | 10 036              | 57 674            | 14 629              | 1 024                                  | 53 936                               | 5 013                                   | 19 843                                | 82 339 |
| Državljani BiH:      | 4 253               | 20 488            | 7 659               | 420                                    | 22 097                               | 1 454                                   | 6 932                                 | 32 400 |

Izvor: Njemačko mirovinsko osiguranje (Deutsche Rentenversicherung), 2005.
Ukupan broj mirovina za sve državljane bivše SFRJ iznosio je 297 798. Udio hrvatskih državljana iznosi 27,65 %. A udio svih Hrvata sigurno je bio veći, jer treba pribrojiti i Hrvate iz BiH.

### Radne dozvole

#### Sezonske radne dozvole
Ukupan broj dodijeljenih sezonskih radnih dozvola za Hrvatsku, prema godinama:
| Sezonske radne dozvole |       |       |       |       |       |
| Stanje:                | 2000. | 2001. | 2002. | 2003. | 2004. |
|                        | 4 855 | 5 310 | 5 826 | 4 969 | 4 680 |

Izvor: Savezna agencija za rad (Bundesagentur für Arbeit).
Ukupan broj svih dodijeljenih sezonskih radnih dozvola za strane radnike iznosio je 2004. godine 333 690.

#### Radne dozvole za informatičke stručnjake
U razdoblju od 2000. – 2004. dodijeljeno je 515 radnih dozvola.

#### Radne dozvole za medicinske sestre i osoblje za njegu starijih osoba
Od 1996. godine pa zaključno do 2005. izdano je 1 827 radnih dozvola osobama iz Hrvatske.

#### Projektne radne dozvole
Njemačke institucije izdale su u razdoblju od 1992. do 2005. ukupno 54.600 projektnih radnih dozvola (većinom za djelatnosti u graditeljstvu). U zadnjim godinama taj broj kretao se od 3 731 (2003.), 3 416 (2004.) do 2 918 (2005.).

### Devizne doznake
O visini deviznih doznaka Hrvata iz Njemačke u domovinu postoje različiti podatci.
Njemačka Bundesbanka za 1991. godinu navodi podatak o doznakama oko 700 milijuna maraka (svi građani bivše Jugoslavije), dok kod Hrvatske narodne banke u izvještaju o platnoj bilanci stoji, da Hrvati pošalju kući oko 1,4 milijarde eura (najviše iz Njemačke), dok su se radničke doznake uplaćene preko banaka godišnje kretale od 705 milijuna eura u 2003. do 680 milijuna eura u 2005. godini. 
Bundesbanka u svom dostupnom izvještaju 2007. godine iznosi puno manje brojke. Prema njima doznake za Hrvatsku 2005. godine bile su u visini od 104, a 2006. godine 106 milijuna eura. Za sve zemlje nekadašnje države, suma iznosi 417 milijuna eura. 
Znatan dio sredstava uopće se ne transferira preko bankarskih instituta, nego se šalje preko poznanika i osobno isporučuje, pogotovu uoči Božića i godišnjih odmora.

## Mediji

### Radio
Program na hrvatskome jeziku odašilje područna postaja SWR-a iz Stuttgarta (Hrvatska kronika iz jugozapada Njemačke). Postaja WDR-a iz Kölna odašiljala je svakodnevnu emisiju (Die Sendung für Jugoslawen) još od 1970. Dana 13. siječnja 1992. dolazi do podjele na hhvatski i srpski jezik, a onda je WDR ponovo napravio korak unazad, pa od 30. kolovoza 1995. ukinuo zasebne vijesti na tim jezicima i ponovo uveo jednu „zajedničku” emisiju s ostalim doseljenicima iz Jugoistočne Europe. Od 7. travnja 2007. ista postaja pokrenula je u sklopu programa za strance mrežni radio „Funkhaus Europa”, koja također i dalje ne pravi razliku među južnoslavenskim jezicima (osim makedonskoga i slovenskog jezika). 
HR iz Frankfurta imao je dugo godina emisiju „Rendezvous in Deutschland” s prilozima na hrvatskome jeziku.
Radio Deutsche Welle iz Bonna također odašilje emisije na hrvatskom, ali program je više namijenjen slušateljima u Hrvatskoj.
Od 1999. godine u Karlsruheu se odašilje svake druge i četvrte nedjelje u mjesecu jednosatni program Hrvatske radio emisije KROS na hrvatskom i njemačkom jeziku u sklopu programa radio postaje Querfunk Freies Radio Karlsruhe.
Hrvatski radio, koji odašilje program na srednjemu valu, ima dobru čujnost u Njemačkoj i u cijeloj Zapadnoj Europi. Za iseljeništvo emitira emisiju „Hrvatima izvan domovine”.
Razvojem interneta pojavljuju se i neke online radio postaje, čiji je osnovni sadržaj hrvatska glazba.

### Televizija
Od sredine sedamdesetih do sredine osamdestih godina migranti prve generacije mogli su pratiti dvotjednu emisiju pod nazivom "Jugoslavijo dobar dan" ("obojenu" prema predodžbama komunističkog režima)  u ovkiru programa druge njemačke televizije (ZDF) "Susjedi u Europi" (Nachbarn in Europa). Uređivana je bila od tadašnje Televizije Zagreb.
Pojavom satelitskih postaja krajem osamdesetih program za strance u Njemačkoj dobiva sve manje medijskog prostora, te se svodi više manje na pojedinačne priloge razbacane u različtim emisijama. Hrvatska radiotelevizija, tj. tadašnji HTV sredinom 1991. otpočinje satelitski prijenos svog prvog programa.

### Tisak
Tu su između ostalih listovi "Berlinski magazin" koji se sadržajno koncentrirao na čitateljsku publiku u Berlinu, CroExpress i Fenix Magazin.
Hrvatski dušobrižnički ured iz Frankfurta izdaje od 1978. godine list hrvatskih katoličkih zajednica u Njemačkoj "Živa zajednica", koji izlazi mjesečno.
Spomenuti treba i listove hrvatskih udruga, kao npr. "Bulletin" (na njemačkom) i "Obavijesti" Hrvatskog svjetskog Kongresa u Njemačkoj koji prikazuju aktivnosti kako svojih članova, tako i Hrvata koji žive u Njemačkoj, "CROTime", list Hrvatske kulturne zajednice e.V. iz Stuttgarta.
Inozemno izdanje Večernjeg lista (od ljeta 1988.) tiska se u blizini Frankfurta.

### Knjige i znanstveni članci
Malo je knjiga i znanstvenih članaka posvećenih iseljavanju i problematici boravka i rada Hrvata u Njemačkoj.
Od nekoliko izdanja spomenuti je:
- "Kroaten im Ruhrgebiet/Hrvati u Ruhru: uz 20. obljetnicu hrvatske katoličke župe u Essenu", Franjo Lodeta, Kršćanska Sadašnjost, Zagreb/Essen, 1976.
- "Procjena broja iseljenih stanovnika Republike Hrvatske od popisa stanovništva 1991. do 30. lipnja 1998. godine", Nenad Pokos, 1999.
- "Die kroatische Migrantenfamilie", Josip Klarić, Frankfurt 2000.
- "Dijasporske godine", Anto Batinić, Hrvatski dušobrižnički ured, Niz: Diaspora Croatica, Frankfurt 2002.
- "Hrvatska dijaspora u Crkvi i domovini",  Zbornik radova, Niz „Diaspora Croatica”, Hrvatski dušobrižnički ured, Frankfurt na Majni, 2003.,
- "Glas iz tuđine", fra Jozo Župić, Berlin 2003.
- Izvorni znanstveni članak: "Dva lokaliteta, dvije države, dva doma: Transmigracija hrvatskih ekonomskih migranata u Münchenu", Jasna Čapo Žmegač, Institut za etnologiju i folkloristiku, Zagreb 2003.
- "33 godine u dijaspori", Alojzije Petrović, Koblenz 2004.
- Adolf Polegubić, "Povratak, integracija ili asimilacija — Razgovori o hrvatskoj dijaspori“, intervjui, Niz „Diaspora Croatica”, Hrvatski dušobrižnički ured, Frankfurt na Majni, 2006.
- "Die kroatische Zuwanderung in die Bundesrepublik Deutschland: Eine Fallstudie unter besonderer Berücksichtigung von Phänomenen der Akkulturation und Integration", Katica Ivanda, Bremen/Zagreb 2007.
- "Hrvat izvan domovine", Gojko Borić, 2008.
- "Bauštelac", fra Jozo Župić, 2008.
- "Legende o rođaku Ćipi", Petar Miloš.
- "Na kratkom valu Radio Zagreba", Foto-dokumenti, zapisi i citati, Stuttgart, 1984 - 1996, autor: Josip Madračević.

Spomenuti je i novinare i spisatelje, kao npr. Ivana Otta (knjiga "Ukradeno djetinjstvo") i dr. Adolfa Polegubića, glavnog urednika mjesečnika hrvatskih katoličkih misija i zajednica u Njemačkoj Živa zajednica.
Hrvatski svjetski Kongres u Njemačkoj (HSKNj) izdao je 2006. knjigu "Adresar" (Hrvatske adrese u Njemačkoj) u kojoj se može naći veliki fond podataka brojnih hrvatskih udruga, institucija, tvrtki i aktivnih pojedinaca. Adresar daje snažni poticaj za produbljivanje odnosa među Hrvatima koji borave u inozemstvu s domovinom.

### Internet
Brojne mrežne stranice Hrvata u Njemačkoj posvećene su najviše turističkim ponudama u svojoj zemlji: iznajmljivanju apartmana, jahti, itd. Hrvatski poduzetnici također su posljednjih godina prepoznali prednosti ovog medija. Posebno je to slučaj kod brojnih ugostitelja.
Mrežni portali Hrvatski glas Berlin (od 1. siječnja 2010., izdaje Sonja Breljak), CroExpress (od 2009.), Fenix Magazin, Crodnevnik, Hrvati Frankfurt kao i brojne grupe na Facebooku izvješćuju o aktivnostima Hrvata u Njemačkoj.

## Šport
Poznatiji hrvatski (i osobe hrvatskog podrijetla) sportaši u Njemačkoj: 
- nogometaši: Niko i Robert Kovač, Zvonimir Soldo, Boris Živković, Ivica Mornar, Tomislav Erceg, Filip Tapalović, Vladimir Beara, Ivan Klasnić, Josip Šimunić, Marko Babić, Ivica Banović, Zdenko Miletić, Marijo Marić, Stiven Rivić, Leon Benko, Ivo Iličević, Jurica Vranješ, Thomas Brdarić;
- nogometni treneri: Otto Barić, Branko Zebec, Josip Skoblar, Zlatko Čajkovski i Niko Kovač;
- košarkaš Matej Mamić;
- rukometni treneri: Zvonimir Serdarušić, najbolji trener Bundeslige 1996., 1999. i 2005. i Velimir Kljaić, Olimpijski prvak s Hrvatskom 1996. i Vlado Stenzel, prvak s Jugoslavijom na Olimpijskim igrama 1972. i svjetski prvak s Njemačkom 1978.;
- boksač Stipe Drviš, u Njemačkoj poznat kao Stipe Drews;
- rukometaši: Blaženko Lacković i Katarina Bralo;
- boksač Željko Mavrović, tri godine za redom prvak Europe (EBU) u teškoj kategoriji (od 1993. profesionalac u Njemačkoj);
- šahovski velemajstor Bojan Kurajica (u sedamdesetim godina jedan od prvih šahista stranaca u njemačkom prvenstvu);
- stolnotenisač Dragutin Šurbek, od šezdesetih do osamdesetih godina jedan od najboljih igrača svijeta (od 1977. nekoliko godina u Bundesligi), stolnotenisačice Branka Batinić (klupska prvakinja Njemačke s Frankfurtom 1986.[49]) i Mateja Jeger Majstorović (klupska prvakinja Njemačke s Weinheimom 2025.[49])
- teniski trener Nikola Pilić, koji je zajedno s njemačkom teniskom reprezentacijom tri puta osvajao Davisov kup (1988., 1989. i 1993.)

## Izbor Hrvata godine
Portal croatia-presse.de organizira izbor među posjetiteljima svog portala krajem godine. Među Hrvatima u Njemačkoj iz gotovo svih područja javnog života, politike, gospodarstva, kulture, športa i glazbe posjetitelji izabiru osobe koje su svojim aktivnostima i angažiranjem za javno dobro dali doprinos društvenom napretku među hrvatskim iseljeništvom, a i razvoju društva u kojemu djeluju. U vrhu su ovih godina bili: Ivan Đikić, Dunja Rajter, Siniša Kušić, fra Marinko Vukman, Evelin Novak, Ivica Olić, Mijo Marić, Stipe Erceg, Miro Kovač, Silvio d' Anza, Tomislav Ćunović, Tomislav i Susanne Lončar i ini.

## Veleposlanstvo i konzulati
Osim Veleposlanstva i konzularnog odjela u Berlinu, na području Njemačke djeluju i Generalni konzulati u Frankfurtu, Münchenu, Hamburgu, Düsseldorfu, Stuttgartu, kao i konzulat u Mainzu.

## Kretanja
Selidbe Hrvata:
| Selidbe            |        |        |        |       |        |        |
| Godine:            | 2002.  | 2003.  | 2004.  | 2006. | 2013.  | 2014.  |
| Dolazak u Njemačku | 12 990 | 11 497 | 10 352 | 4 848 | 18 633 | 37 060 |
| Odlazak u Hrvatsku | 13 728 | 11 876 | 12 240 | 6 331 | 6 642  | 9 416  |

U razdoblju od 1992. do 2004. 205 599 hrvatskih državljana se je doselilo u Njemačku, a istovremeno 240 501 odselilo u Hrvatsku.

### Povratak u Hrvatsku
Najveći broj osoba koje su se vratile u domovinu su prije svega umirovljenici iz prve generacije.
U Hrvatsku se 2005. iz inozemstva doselilo ukupno 14 230 osoba, (gotovo 59%, tj. 8 358 useljenika došlo je iz Bosne i Hercegovine (1991. – 2001.: 189 039 osoba, 2004.: 11 000), dok je istodobno iz Hrvatske odselilo ukupno 6 012 osoba. 94 posto useljenika imalo je hrvatsko državljanstvo. Najveći broj doseljenika našao je prebivalište u Zagrebu, Splitsko-dalmatinskoj i Zadarskoj županiji.
Službeno se iz Njemačke u Hrvatsku uselilo 1130 osoba. Zbog razlike u odnosu na njemačke podatke dolazi vjerojatno zbog toga što je najveći broj useljenika imao već prijavljeni boravak u Hrvatskoj.

### Odlazak iz Hrvatske
Prema podatcima Hrvatskog zavoda za zapošljavanje od 1991. u inozemstvu je zaposleno 90910 hrvatskih radnika. Kao glavni razlozi odlaska iz Hrvatske navode se velika nezaposlenost, rad na crno, male plaće i loša makroekonomska perspektiva.
Istraživanjemeđu 550 studenata dvadesetak hrvatskih fakulteta koje je 2005. na temu „Hrvatsko tržište rada u 21. stoljeću” proveo Institut društvenih znanosti Ivo Pilar, pokazuje da 75% studenata razmišlja o odlasku u inozemstvo. Kao glavne prepreke ostanku u Hrvatskoj naveli su visoke stope nezaposlenosti, zapošljavanje preko veze, korpciju i nepotizam.
Zbog političke nestabilnosti i stanja gospodarstva, Hrvati u Bosni i Hercegovini još su više izloženi potrebi napuštanja svojih krajeva. To predstavlja dodatni problem (majorizacija), posebno u općinama gdje su manjinski narod.

## Vanjske poveznice
- Hrvatsko Veleposlanstvo u Berlinu  Arhivirana inačica izvorne stranice od 19. veljače 2021. (Wayback Machine)
- Hrvatski svjetski kongres u Saveznoj Republici Njemačkoj - Krovna udruga Hrvata u Njemačkoj
- Hrvatski-akademski-savez.de   Arhivirana inačica izvorne stranice od 5. travnja 2008. (Wayback Machine) - Mreža koja okuplja hrvatske i podrijetlom hrvatske studente i akademičare diljem Njemačke
- Hrvati u Njemačkoj  Arhivirana inačica izvorne stranice od 2. studenoga 2021. (Wayback Machine) - Feljton Slobodne Dalmacije
- Misije  Arhivirana inačica izvorne stranice od 26. lipnja 2015. (Wayback Machine) Hrvatske katoličke misije
- CroExpress - Hrvatski portal i časopis
- Fenix Magazin - Dvojezični hrvatsko-njemački mjesečnik sa svojim tiskanim i online izdanjem
- Tinchy.de - Upoznaj svoj grad - Prvi digitalni grad za Hrvate u Njemačkoj
- Tinchy.de - Koliko Hrvata živi u Münchenu? (2017)
- Tinchy.de - Koliko Hrvata živi trenutno u Münchenu? (2018)
- Berlinski magazin Prvi mjesečnik za Hrvate u Berlinu (najstariji mjesečnik na hrvatskom jeziku u Njemačkoj)
- Hrvatski glas Berlin  Arhivirana inačica izvorne stranice od 3. veljače 2020. (Wayback Machine) Glasilo Hrvata u Berlinu
- Hrvatski news blog u Njemačkoj  Arhivirana inačica izvorne stranice od 2. siječnja 2022. (Wayback Machine)